# Västrums distrikt
Västrums distrikt är ett distrikt i Västerviks kommun och Kalmar län. 
Distriktet ligger i sydöstra delen av kommunen, vid kusten. 

## Tidigare administrativ tillhörighet
Distriktet inrättades 2016 och utgörs av en del av område som Västerviks stad omfattade till 1971, delen som före 1967 utgjorde Västrums socken.
Området motsvarar den omfattning Västrums församling hade vid årsskiftet 1999/2000.